# Paul Fabre-Domergue
Paul-Louis Fabre-Domergue (* 16. August 1861 in Saint-Pierre auf Martinique; † 28. Juni 1940 in Paris) war ein französischer Mediziner, Naturforscher und Embryologe.

## Biographie
Er entstammte einer kreolischen Familie, die auf der Insel Martinique seit dem siebzehnten Jahrhundert siedelte. Sein Geburtshaus wurde im Jahre 1902 während einer Eruption des Vulkans Montagne Pelée zerstört. Er ging im Jahre 1878 zum Absolvieren seines Baccalauréats nach Toulouse und begann anschließend Medizin zu studieren.
Im Jahre 1884 wechselte er zu Alphonse Milne-Edwards (1835–1900) in das Muséum national d'Histoire naturelle Paris, der ihn als Stipendiat in seinem Labor aufnahm. Kurze Zeit ging er an die Station biologique de Concarneau zu Georges Pouchet (1833–1894), einem Professor für vergleichende Anatomie des Muséum national d’histoire naturelle. Dort traf er auf viele Wissenschaftler, die u. a. die mikroskopisch kleine Fauna von Algen und Plankton untersuchten. Schon während seines Medizinstudiums hatte er sich mit Protozoen beschäftigt. Er unterstützte 1888 die These, dass die Wimperinfusorien eine eigene Ordnung darstellen.
Schließlich kehrte er als Mediziner (Chef des klinischen Labors) zum Hôpital Necker im 15. Arrondissement in den Dienst des Chirurgie-Professors Jean-François-Auguste Le Dentu (1841–1926) zurück.
Er widmete sich darüber hinaus auch der Malerei und Bildhauerei. Er war ein bemerkenswerter Fotograf, er folgte dem technischen Fortschritt, produzierte Figuren und Landschaften-Emulationen mit Émile Joachim Constant Puyo (1857–1933), einem der bedeutendsten Vertreter des französischen Piktorialismus. Er war einer der ersten, der die Farbfotografie praktizierte.
Fasziniert von den mikroskopischen Techniken, erfand er einen Konservierungsbehälter, die seinen Namen trägt.
Nach dem Tod von Pouchet 1894 wurde er stellvertretender Direktor der Station biologique de Concarneau.
Gestützt auf Daten aus d’Henneguy Embryologie der Forelle begann er das Studium des Laich- und Wachstums von Meeresfischen. Im Jahr 1896 beschäftigte er sich mit dem Sardinen-Problem (Sardina pilchardus), das auch Pouchet nicht lösen konnte. Ein Dekret vom 6. Juni 1899 ernannte ihn zum Inspecteur Général des Pêches Maritimes. Im Jahre 1910 wurde er zum Ritter der Ehrenlegion (Chevalier de la légion d'honneur).
Während des Ersten Weltkrieges (1914–1918) meldete er sich freiwillig zur Herstellung eines Typhusserums im Hôpital d'instruction des armées du Val-de-Grâce.

## Werke
- mit E. Biétrix: Développement de la sole (Solea vulgaris): introduction à l'étude de la pisciculture marine. Vuibert et Nony, Paris 1905.
- mit E. Biétrix: Sur les oeufs et les alevins de la sardine dans les eaux de Concarneau. In: Soc. Biol. Paris. C. R. 10. sér., 3, no. 19, 1896, S. 551–552. Extract by E. Marchand in Soc. Sci. Nat. Ouest France, Bull. 7, 1. Trim., pt. 2, S. 4–5.
- mit E. Biétrix: Sur l'existence et le développement des oeufs de la sardine dans les eaux de Concarneau. In: Acad. Sci. Paris, C. R., 122, 1896, S. 1347–1349. Abstract in Revue Sci. 4, sér. 5, no. 25, S. 789.
- mit E. Biétrix: Sur la reproduction de la sardine océanique. In: Cong. Intern. Pêch. Marit. Sables-d'Olonne, 1896, S. 140–144.
- mit E. Biétrix: Recherches biologiques applicables à la pisciculture maritime sur les oeufs et les larves des poissons de mer et sur le turbot. In: Ann. Sci. Nat. (Zool.). 8. sér., 4, 1897, S. 173.